# Lindheim Sunds
Lindheim Sunds er et rekonstrueret vikingeskib, der blev fremstillet i 1977 på baggrund af Skuldelev 5.
Skibet blev fremstillet 1975-1977 på Den Frie Lærerskole i Ollerup på Sydfyn af skolens elever, som brugte over 11.000 timer på projektet. Som udgangspunkt forsøgte de at lægge sig så tæt op af originalen som muligt, men de er bl.a. gået på kompromis med jernbolte i stedet for trænagler.
I 1992 fik Lindheim Sunds ny rigning, og 1994-1995 blev det restaureret. I 2003 kæntrede skibet uden personskader og skibet sank ikke.
I 2008 deltog det i et stort sejlskibstræf i den franske by Brest.